# Ichthyophis biangularis
Ichthyophis biangularis là một loài ếch giun thuộc chi Ichthyophis, Họ Ếch giun. Đây là một loài động vật đặc hữu của Malaysia. Môi trường sinh sống của chúng ở các khu vực nhiệt đới và cận nhiệt đới, trong các ao hồ, sông, vùng đất nông nghiệp ngập nước theo mùa.